# Paracharactis delocephala
Paracharactis delocephala är en fjärilsart som beskrevs av Edward Meyrick och Oswald Beltram Lower 1907. Paracharactis delocephala ingår i släktet Paracharactis och familjen säckspinnare. Inga underarter finns listade i Catalogue of Life.